# Гая Германі
Гая Германі, італ. Gaia Germani (30 серпня 1934, Рим) — італійська акторка.

## Життєпис
Справжнє ім'я та прізвище — Джованна Джардіна (італ. Giovanna Giardina). Батько акторки був сицилійським аристократом, він загинув в автокатастрофі, коли майбутній актрисі було всього півроку від народження. Мати — француженка, вражена загибеллю чоловіка пішла в монастир. Гая виховувалася родичами разом з братом в родовому маєтку в Турині. Закінчила ліцей Юлія Цезаря та інститут Маффеї в Турині. Навчалася на факультеті літератури і філософії університету. Закінчила Академію драматичного мистецтва в Римі. Перший фільм за участю Гаї Германі — «Подвиги Геракла: Геракл в царстві тіней/Ercole al centro della terra» (Медея, 1961, реж. Маріо Бава). 
Знімалася у фільмах французьких кінематографістів — Жоржа Лотнера, Бернара Бордері, відомих італійських режисерів — Карло Лідзані, П'єтро Джермі, Діно Різі, Марко Феррері, Умберто Ленці. За 15-річну артистичну кар'єру виконала понад 20-ти ролей в кіно і на ТБ. У 60-ті роки з'являлася на обкладинках глянцевих і чоловічих журналів — «Vogue», «L'espresso», «Tempo», «Panorama», «Playmen». У 70-ті роки знімалася в італійських міні-серіалах. У 1976 році пішла з кіно.

## Фільмографія
- Ercole al centro della terra (1961)
- Operazione Gold Ingot (1962)
- Il trionfo di Robin Hood (1962)
- L'oeil du monocle (1962)
- Finché dura la tempesta (1963)
- L'Agente federale Lemmy Caution (1963)
- Spionaggio senza frontiere (1963)
- Il castello dei morti vivi (1964)
- I maniaci (1964)
- I complessi (1965)
- Marcia nuziale (1965)
- OSS 77 — Operazione fior di loto (1965)
- Agente Logan — missione Ypotron (1966)
- Mister X (1967)
- L'ammazzo o la sposo (1967)
- Il diavolo nel cervello (1972)
- La seduzione coniugale (1974)